# 田山敏雄

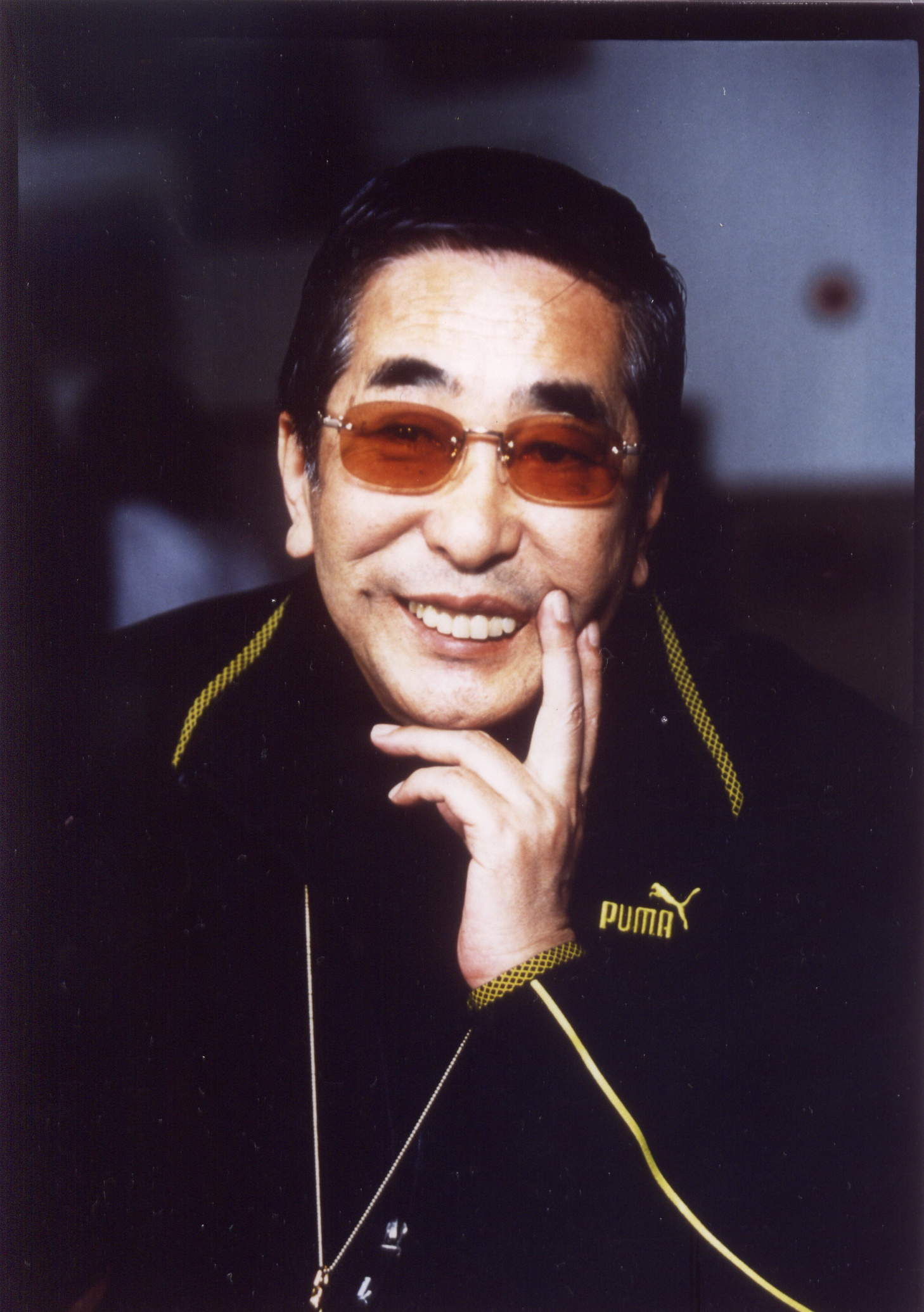
タヤマ学校創設者　田山敏雄

田山 敏雄（たやま としお、1940年2月2日 - 2013年7月31日）は、神奈川県横浜市出身の経営コンサルタント。

## 経歴
1940年神奈川県横浜市生まれ。1945年戦時中疎開の為、岩手県和賀郡へ。その後、1959年岩手県立黒沢尻工業高校を卒業後、59年臨時工として、東芝株式会社に入社。1962年から2年間、東芝株式会社において土光敏夫の秘書を務める。土光敏夫を【師】と仰ぎビジネスやマネージメントを学ぶ。
1964年東芝株式会社退社。その後、商売の勉強の為に株式会社ゆたか商会へ転職。1967年エンサイクロペディアブリタニカ横浜支社入社。百科事典の訪問セールスを行い、横浜支社支店長に就任。グループとして32週連続世界一の記録を樹立。タヤマ塾を設立し、全国より集まる営業マンにノウハウを教える。
その経験を元に1988年株式会社アイアンドエム設立、代表取締役就任。（現在の一般財団法人タヤマ学校）。2003年特定非営利活動法人タヤマ実践カレッジを設立し、理事就任。新興国カンボジア・プノンペンにて「学びたくても学べない、働きたくても働けない」若者を対象に無料で学べるビジネススクールを設立。2009年一般財団法人タヤマ財団（2014年一般財団法人タヤマ学校名称変更）代表理事就任。
2013年7月31日、心不全のため死去。73歳没。

## 思考
株式会社アイアンドエム（I&M）のIは、イマジネーション、Mは、モティベーションを表しており、タヤマ学校の研修プログラムの柱に据えられている。田山自身の波乱万丈な人生経験からどんな人でも能力が備わっており、その能力を開発することが自分自身の使命であると潜在意識の開発と現実処理能力の向上、問題解決するための方法論を伝達。

## 活動
一般財団法人タヤマ学校の教育プログラムに参加した研修生からは、「気づきの研修」「心の研修」「生きざまの研修」のタヤマ学校と称され、47年間、修了企業3000社、修了生7万人。毎月1回3泊4日にて基本研修を開催している。

## 著書
- 『エスキモーに氷を売れ！』　　タヤマ図書　　1991年12月　ISBN 4817402687
- 『嗚呼、我も汝も唐変木。』　　あさ出版　　　2001年10月  ISBN 4900699837
- 『新エスキモーに氷を売れ！』　経済界　　　　2007年9月　 ISBN 9784766784022